# Najem zwrotny nieruchomości
Najem zwrotny nieruchomości (ang. sale leaseback) – najem zwrotny nieruchomości czyli dwie osobne transakcje występujące w jednym czasie. Dotychczasowy właściciel nieruchomości w umowie sprzedaży nieruchomości zawieranej w formie aktu notarialnego, zbywa prawa do nieruchomości na rzecz nowego nabywcy z którym podpisuję umowę najmu. Transakcja prawnie nie uregulowana w polskich przepisach.
Zgodnie z kodeksem cywilnym poprzez umowę najmu wynajmujący zobowiązuje się oddać najemcy rzecz do użytkowania przez czas oznaczony lub nieoznaczony, a najemca zobowiązuję się płacić wynajmujący umówiony czynsz.  
W przypadku transakcji sale leaseback – gdy najemcą i wynajmującym są przedsiębiorcy, umowę najmu można podpisać na czas określony do 30 lat. Umowa najmu może zawierać opcje przedłużenia na kolejne wieloletnie okresy. W praktyce mogą istnieć umowy najmu, które zabezpieczają najemcę na okres nawet do 50 lat. 
Fakt zawarcia umowy najmu – można ujawnić w księdze wieczystej danej nieruchomości. Ujawnienie umowy najmu w księdze wieczystej nieruchomości zwiększa ochronę prawną najemcy. Umowy najmu zawartej na czas określony nie będzie można wypowiedzieć nawet w przypadku zbycia danej nieruchomości na rzecz nowego nabywcy. Najemca ma prawo zawarcia umowy podnajmu, jeżeli umowa tego nie zabrania.
Przepisy rachunkowe nie definiują również osobno transakcji najmu zwrotnego nieruchomości. W ustawie o rachunkowości definicja najmu nie występuje, dopiero Krajowy Standard Rachunkowości (KSR) nr 5 „Leasing, najem i dzierżawa” wprowadza definicję umowy najmu. 

## Interpretacja
Umowa najmu - w rozumieniu Standardu jest to przewidziana w kodeksie cywilnym umowa, przez którą wynajmujący zobowiązuje się oddać najemcy rzecz do używania przez czas nieoznaczony (tzn. taki, który nie jest określony w umowie), a najemca zobowiązuje się płacić wynajmującemu umówiony czynsz. Z definicji umowy najmu zawartej w KSR nr 5 wynika, że standardowa umowa najmu zwrotnego nieruchomości (ang. sale leaseback) nie spełnia definicji umowy najmu, gdyż umowy najmu zwrotnego to umowy zawierane na czas oznaczony. Umowa najmu zwrotnego mieści się w definicji umowy leasingu, która w KSR nr 5 definiowana jest jako umowa leasingu nazwana w kodeksie cywilnym, a także każda inna umowa zawarta na czas oznaczony. Umowami leasingu w rozumieniu Standardu są zatem również nazwane w kodeksie cywilnym umowy najmu i dzierżawy, zawarte na czas oznaczony. Zasady księgowego ujęcia umowy najmy zwrotnego bazują zgodnie z polskimi standardami rachunkowości na zasadach ujęcia leasingu, wyróżniając leasing finansowy i operacyjny. Międzynarodowe standardy rachunkowości uregulowały w Międzynarodowym Standardem Sprawozdawczości Finansowej nr 16 (MSSF 16) – kwestie najmu zwrotnego nieruchomości. 
W praktyce umowy leasingu, to umowy dla których określono harmonogram spłat, gdzie kwestia wykupu, odkupu przedmiotu leasingu jest uregulowana w umowie. W przypadku umów najmu zwrotnego nieruchomości, najemca uiszcza na rzecz wynajmującego ratę czynszową, która stanowi koszt uzyskania przychodu jako koszt poniesiony w celu osiągnięcia przychodów.
Transakcje najmu zwrotnego nieruchomości przynoszą wiele korzyści, takich jak uzyskanie finansowania w pełnej wartości rynkowej nieruchomości, elastyczność w długości trwania najmu, możliwość wykupu oraz prawo pierwokupu zgodnie z ustaleniami stron.
Umowa najmu zwrotnego podlega w dużej mierze pod zasadę swobody umów, gdzie wynajmujący i najemca uzgadniają większość parametrów komercyjnych, trzymając się ram narzuconych przez kodeks cywilny.